# 下克里克鎮區 (北卡羅萊納州伯克縣)
下克里克鎮區（英語：Lower Creek Township）是位於美國北卡羅萊納州伯克縣的一個鎮區。

## 地方資料
下克里克鎮區的面積為55.42平方千米，皆為陸地。根據2020年美國人口普查的數據，當地共有人口3323人，而人口密度為每平方千米59.96人。